# 磷酸铅
磷酸铅，是一种有毒的铅化合物，尽管目前仍是人类可疑致癌物，但EPA对动物进行的测试已认定其是动物致癌物。 当加热时，该化合物分解，生成有毒的铅和磷的氧化物。
磷酸铅可通过呼吸道、消化道进入体内，引起肌肉。关节疼痛。头痛等。长期接触可导致永久性肾损害。
磷酸铅不溶于、乙醇，溶于稀硝酸生成PbHPO4，溶于浓硝酸生成H3PO4、Pb(NO3)2。它可通过醋酸铅与磷酸氢二钠作用制得。